# Подсёлы
Подсёлы (бел. Падсёлы) — деревня в Кировском районе Могилёвской области Беларуси. Входит в состав Стайковского сельсовета.

## География
Деревня находится в юго-западной части Могилёвской области, на правом берегу реки Друти, при автодороге Н-10454, на расстоянии приблизительно 30 километров (по прямой) к востоко-северо-востоку от города Кировска, административного центра района. Абсолютная высота — 138 метров над уровнем моря. Площадь населённого пункта — 0,6261 км².

## История
По состоянию на 1910 год, в Подсёлах имелось 135 дворов и проживало 911 человек (454 мужчины и 457 женщин). В административном отношении входила в состав Тихиничской волости Рогачевского уезда Могилёвской губернии.
В период с 1924 по 1954 годы являлась центром Подсёльского сельсовета. В 1954 году вошла в состав Стайковского сельсовета.

## Население
По данным переписи 2019 года, в деревне проживало 26 человек.
| Год  | Население, человек |
| ---- | ------------------ |
| 1910 | 911                |
| 2009 | ↘ 69               |
| 2019 | ↘ 26               |